# 優涅讀者
《優涅讀者》（英語：Utne Reader）是一家美國雙月刊雜誌。該雜誌從另類媒體收集并重新出版關於政治、文化和環境相關文章，這些媒體包括期刊、新聞報紙、電子雜誌、音樂和DVD。

## 歷史
《優涅讀者》由埃里克·優涅（Eric Utne）和妮娜·羅斯柴爾德·優涅（Nina Rothschild Utne）創立於1984年，埃里克主持該雜誌直到1990年代，之後則有妮娜接手。
2003年，《優涅讀者》的封面上加上了副標題“一種不一般的閱讀人生”（A Different Read on Life），其名稱則一度改為只寫Utne。
2006年，該雜誌被奧格登出版集團收購。也因此名稱改回Utne Reader，不過其任務依然是專注於最初的目標——“最好的另類媒體”。
《紐約時報》認為《優涅讀者》是1980年代美國沙龍運動的組成部份，專注於辯論當時的社會問題。它出現在1990年代的神話傳說男性運動中。

## 優涅獨立媒體獎
優涅讀者負責出版“優涅獨立媒體獎”（Utne Independent Press Awards），該獎頒發給世界各地的另類媒體和獨立媒體。

## 外部連結
- Utne Reader （页面存档备份，存于）
- Utne Reader on YouTube